# Cromatografia di affinità

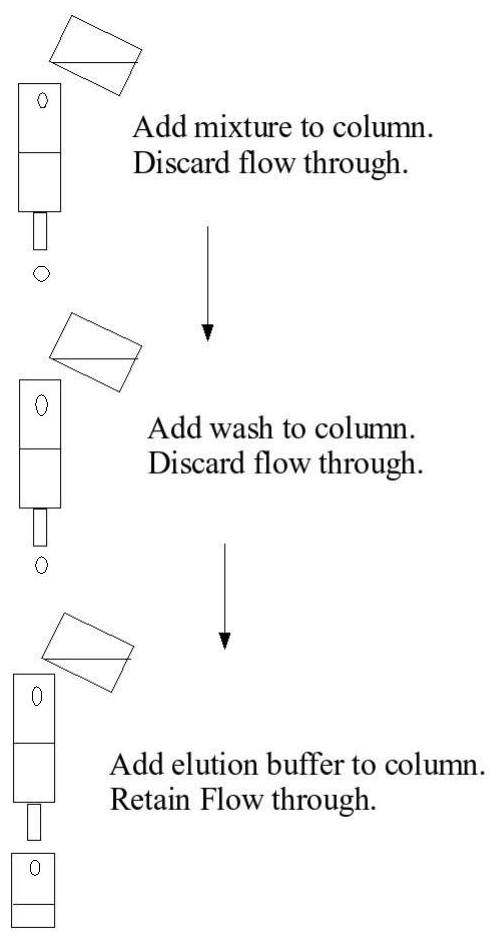
Le tre fasi in cui è suddivisibile la cromatografia di affinità su colonna: aggiunta della miscela, lavaggio, eluizione

La cromatografia di affinità è una tecnica cromatografica che si basa sulle interazioni che si formano tra una sostanza ed il relativo ligando. Utilizzando una colonna, essa è schematizzabile in tre fasi: la prima consiste nell'aggiunta della miscela contenente l'analita con formazione del legame tra ligando e composto in esame (da ciò si deduce l'importanza di conoscere le caratteristiche chimico fisiche della sostanza in esame), nella seconda fase si effettua la pulizia aggiungendo una opportuna soluzione di lavaggio che allontana le altre molecole presenti, mentre la terza fase consiste nella scissione del legame con il ligando ad opera dell'eluente, che permette di separare la sostanza interessata portandola in soluzione.
La cromatografia di affinità è di utile uso pratico nella separazione delle biomolecole, sfruttando ad esempio il legame selettivo tra un enzima e il suo substrato, tra ormoni e recettori, o tra antigeni e anticorpi (in questo caso si usa il termine immunoaffinità).

## Fase stazionaria
La fase stazionaria solida (chiamata anche matrice) deve avere le seguenti caratteristiche:
- contenere molti ligandi specifici per il composto;
- deve essere stabile;
- deve avere solo deboli interazioni con il composto, in modo da non comprometterne l'eluibilità;
- deve avere buone capacità di flusso.

Fasi solide molto usate sono la cellulosa, il gel di agarosio o di agarosio-acrilammide.